# Mostafa Matar
Mostafa Matar (in arabo مصطفى مطر‎?; Minieh, 10 settembre 1995) è un calciatore libanese, portiere del Safa e della nazionale libanese.

## Carriera

### Club
Matar ha iniziato a giocare a calcio nel 2015 per la compagine libanese del Salam Zgharta. Nel 2020 si trasferì all'Ahed, per poi essere stato mandato in prestito al Tripoli lo stesso anno. Nel 2022, fu mandato in prestito annuale all'Al-Orobah in Arabia Saudita.

### Nazionale
Con la Nazionale libanese ha preso parte a due edizioni della Coppa d'Asia: 2019 e 2023.

## Statistiche

### Cronologia presenze in nazionale
| Cronologia completa delle presenze e delle reti in nazionale ― Libano | Cronologia completa delle presenze e delle reti in nazionale ― Libano | Cronologia completa delle presenze e delle reti in nazionale ― Libano | Cronologia completa delle presenze e delle reti in nazionale ― Libano | Cronologia completa delle presenze e delle reti in nazionale ― Libano | Cronologia completa delle presenze e delle reti in nazionale ― Libano | Cronologia completa delle presenze e delle reti in nazionale ― Libano | Cronologia completa delle presenze e delle reti in nazionale ― Libano |
| Data                                                                  | Città                                                                 | In casa                                                               | Risultato                                                             | Ospiti                                                                | Competizione                                                          | Reti                                                                  | Note                                                                  |
| --------------------------------------------------------------------- | --------------------------------------------------------------------- | --------------------------------------------------------------------- | --------------------------------------------------------------------- | --------------------------------------------------------------------- | --------------------------------------------------------------------- | --------------------------------------------------------------------- | --------------------------------------------------------------------- |
| 8-8-2019                                                              | Karbala                                                               | Libano                                                                | 1 – 2                                                                 | Yemen                                                                 | Campionato Asia occ. 2019                                             | -2                                                                    |                                                                       |
| 5-9-2019                                                              | Pyongyang                                                             | Corea del Nord                                                        | 2 – 0                                                                 | Libano                                                                | Qual. Mondiali 2022                                                   | -2                                                                    |                                                                       |
| 24-3-2021                                                             | Dubai                                                                 | Giordania                                                             | 1 – 0                                                                 | Libano                                                                | Amichevole                                                            | -1                                                                    | 46’                                                                   |
| 7-10-2021                                                             | Doha                                                                  | Iraq                                                                  | 0 – 0                                                                 | Libano                                                                | Qual. Mondiali 2022                                                   | -                                                                     |                                                                       |
| 11-11-2021                                                            | Sidone                                                                | Libano                                                                | 1 – 2                                                                 | Iran                                                                  | Qual. Mondiali 2022                                                   | -2                                                                    |                                                                       |
| Totale                                                                |                                                                       | Presenze                                                              | 5                                                                     |                                                                       | Reti                                                                  | -7                                                                    |                                                                       |